# Гълъбец (област Бургас)
 За другото българско село вижте Гълъбец (Област Хасково).  
Гълъбец е село в Югоизточна България, община Поморие, област Бургас.

## География
Селото се намира на 37 km от Айтос, на 38 km от общинския център Поморие и на 46 km от областния център Бургас.

## Население

### Етнически състав
Преброяване на населението през 2011 г.
Численост и дял на етническите групи според преброяването на населението през 2011 г.:
|                     | Численост |
| Общо                | 1253      |
| Българи             | 432       |
| Турци               | 398       |
| Цигани              | -         |
| Други               | -         |
| Не се самоопределят | 29        |
| Неотговорили        | 389       |

## Личности
Родени в Гълъбец
- Михал Георгиев, български революционер от ВМОРО, четник на два пъти при Кръстьо Българията[3]

## Религии
През 2010 г. в селото е изграден православен храм „Свети Георги“.